# Dryadaula caucasica
Dryadaula caucasica är en fjärilsart som beskrevs av Aleksei Konstantinovich Zagulajev 1970. Dryadaula caucasica ingår i släktet Dryadaula och familjen äkta malar.
Artens utbredningsområde är Azerbajdzjan. Inga underarter finns listade i Catalogue of Life.